# Wadi al-Batin

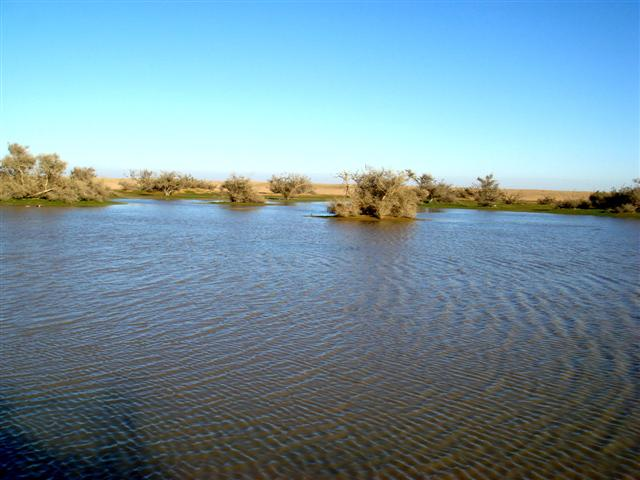
Wadi al-Batin i utkanterna av Hafar al-Batin, en saudisk stad med omkring 300 000 invånare belägen nära gränsen till Kuwait.

Wadi al-Batin (وادي الباطن) är en 75 kilometer lång wadi i nordöstra Saudiarabien, södra Irak och västra Kuwait som sedan 1913 har erkänts som gräns mellan de två sistnämnda staterna.
Inom evangelikalismen anses denna wadi ibland vara floden Pishon, en av paradisets fyra floder som nämns i Första Moseboken i Gamla testamentet i Bibeln.